# Wallago maculatus
Wallago maculatus és una espècie de peix de la família dels silúrids i de l'ordre dels siluriformes. Poden assolir fins a 100 cm de longitud total.
És un peix d'aigua dolça i de clima tropical. Es troba a Sabah (nord de Borneo, Malàisia).